# Andrei Tschugai
Andrei Tschugai (kasachisch Андрей Чугай; * 17. Januar 2000) ist ein kasachischer Bahnradsportler, der auf Kurzzeitdisziplinen spezialisiert ist.

## Sportlicher Werdegang
Als Junior gewann Tschugai 2017 und 2018 mehrere Titel bei den kasachischen Landesmeisterschaften. International holte er in dieser Zeit Medaillen bei den Asien-Meisterschaften der Junioren und insbesondere eine Bronzemedaille im Keirin bei den Junioren-Weltmeisterschaften 2018, die in Aigle stattfanden.
Seinen größten internationalen Erfolg erzielte Tschugai mit dem Titelgewinn im Zeitfahren bei den Asien-Meisterschaften im Oktober 2019, die für 2020 zählten. 2022 kam eine Bronzemedaille im Sprint hinzu. Er vertrat sein Land regelmäßig bei den Bahnradsport-Weltmeisterschaften der Elite, im UCI-Bahnrad-Weltcup bzw. dessen Nachfolge-Wettbewerb, dem Nations Cup, ohne bei diesen Gelegenheiten Podiumsplätze zu erzielen. 2024 nominierte ihn der kasachische Verband für die Olympischen Spiele, wo er die Wettbewerbe im Sprint und Keirin bestreiten soll.

## Erfolge
2017
 Kasachischer Meister (Junioren) – Sprint
 Asienmeisterschaften (Junioren) – Teamsprint (mit Bogdan Ruder und Dmitri Resanow)
2018
 Kasachischer Meister (Junioren) – Sprint, Keirin
 Kasachischer Meister – Teamsprint (mit Pawel Worschew, Bogdan Ruder und Dmitri Resanow)
 Weltmeisterschaften (Junioren) – Keirin
 Asienmeisterschaften (Junioren) – Sprint
2019
 Asienmeister 2020 – Zeitfahren
2020
 Kasachischer Meister – Sprint, Zeitfahren
2021
 Kasachischer Meister – Teamsprint (mit Sergei Ponomarjow und Dmitri Resanow)
2022
 Asienmeisterschaften – Sprint
2023
 Kasachischer Meister – Keirin